# Кремінянські Хутори
Кремінянські Хутори́ —  село в Україні, у Городоцькій міській територіальній громаді Хмельницького району Хмельницької області. Населення становить 19 осіб. До 2020 орган місцевого самоврядування — Кремінянська сільська рада.

## Історія
7 (20) листопада 1917 року, відповідно до Третього Універсалу Української Центральної Ради, увійшло до складу Української Народної Республіки.
12 червня 2020 року, відповідно до розпорядження Кабінету Міністрів України № 727-р «Про визначення адміністративних центрів та затвердження територій територіальних громад Хмельницької області», увійшло до складу Городоцької міської громади.
19 липня 2020 року, в результаті адміністративно-територіальної реформи та ліквідації Городоцького району, увійшло до складу новоутвореного Хмельницького району.

## Населення

### Мова
Розподіл населення за рідною мовою за даними :
| Мова       | Кількість | Відсоток |
| ---------- | --------- | -------- |
| українська | 19        | 100%     |

## Галерея

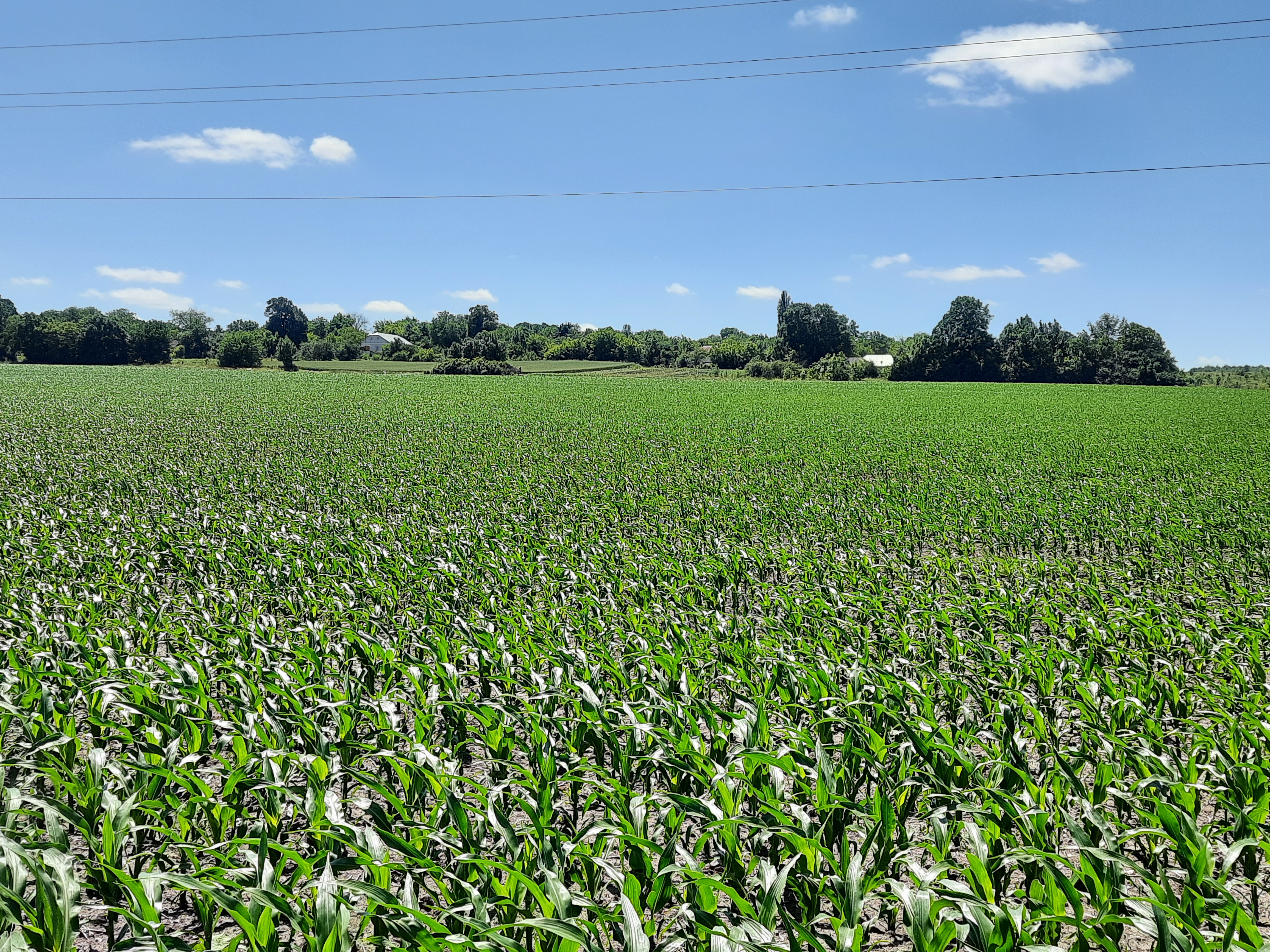
Вигляд на село
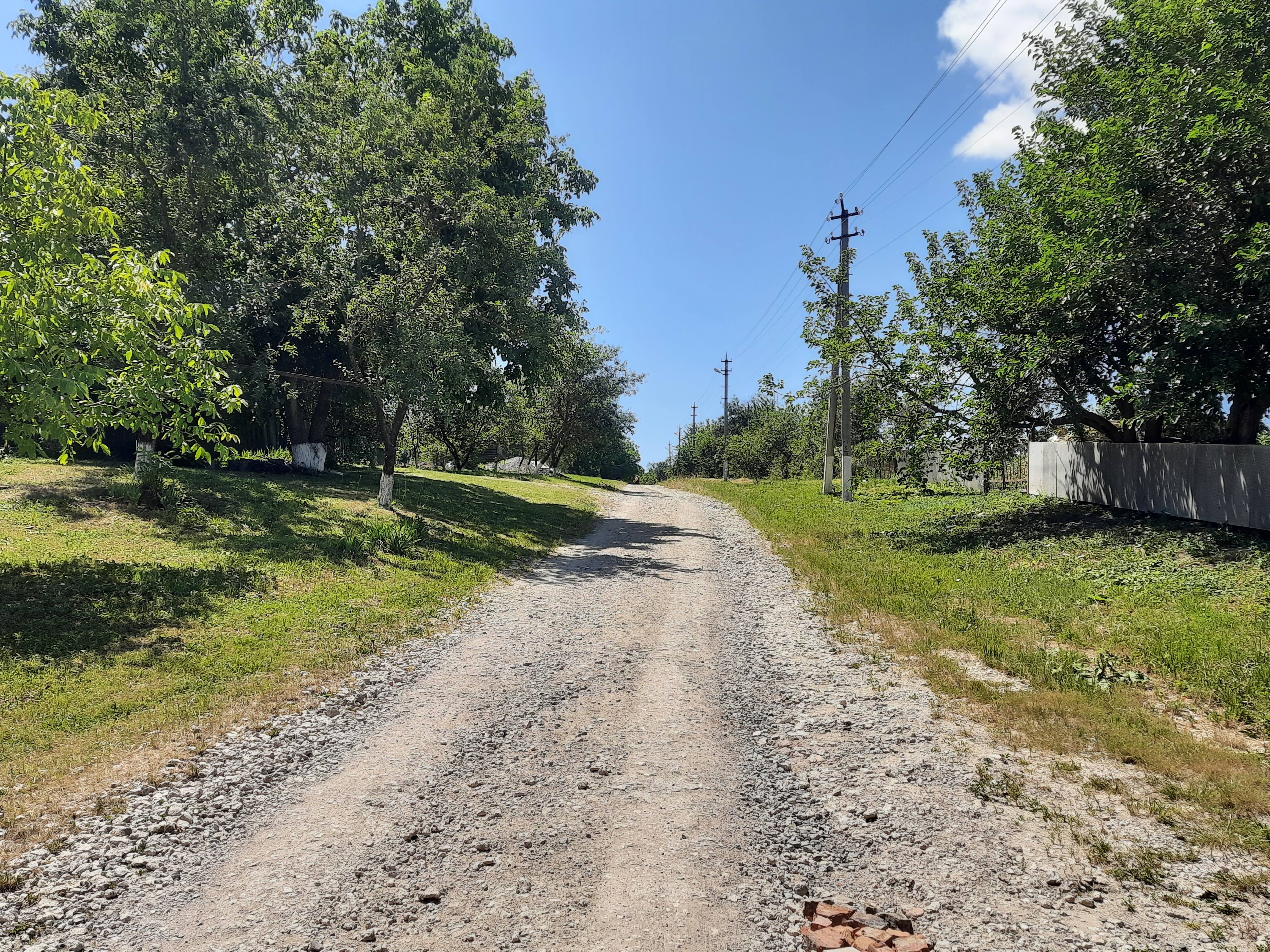
Сільська вулиця
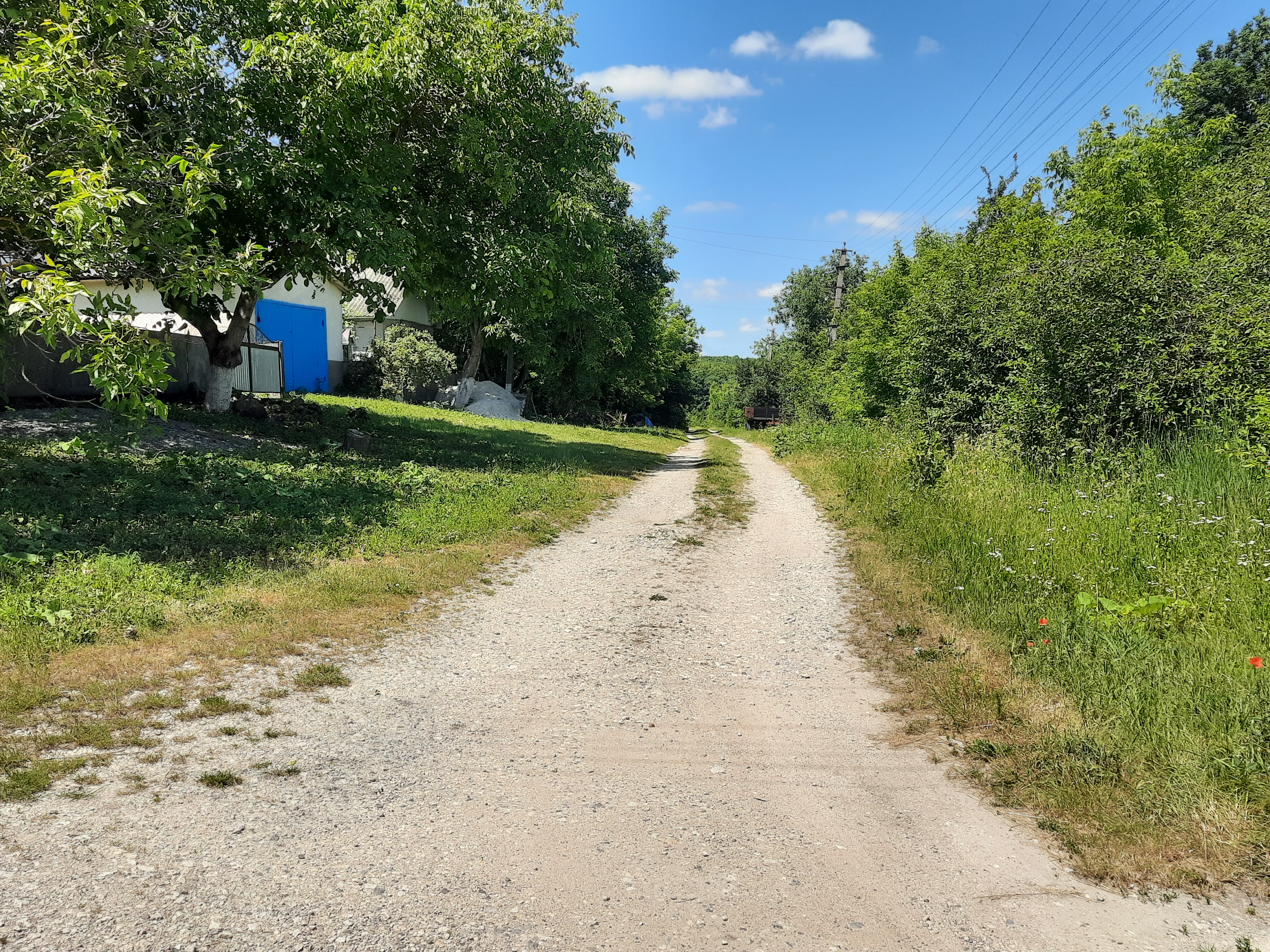
Сільська вулиця
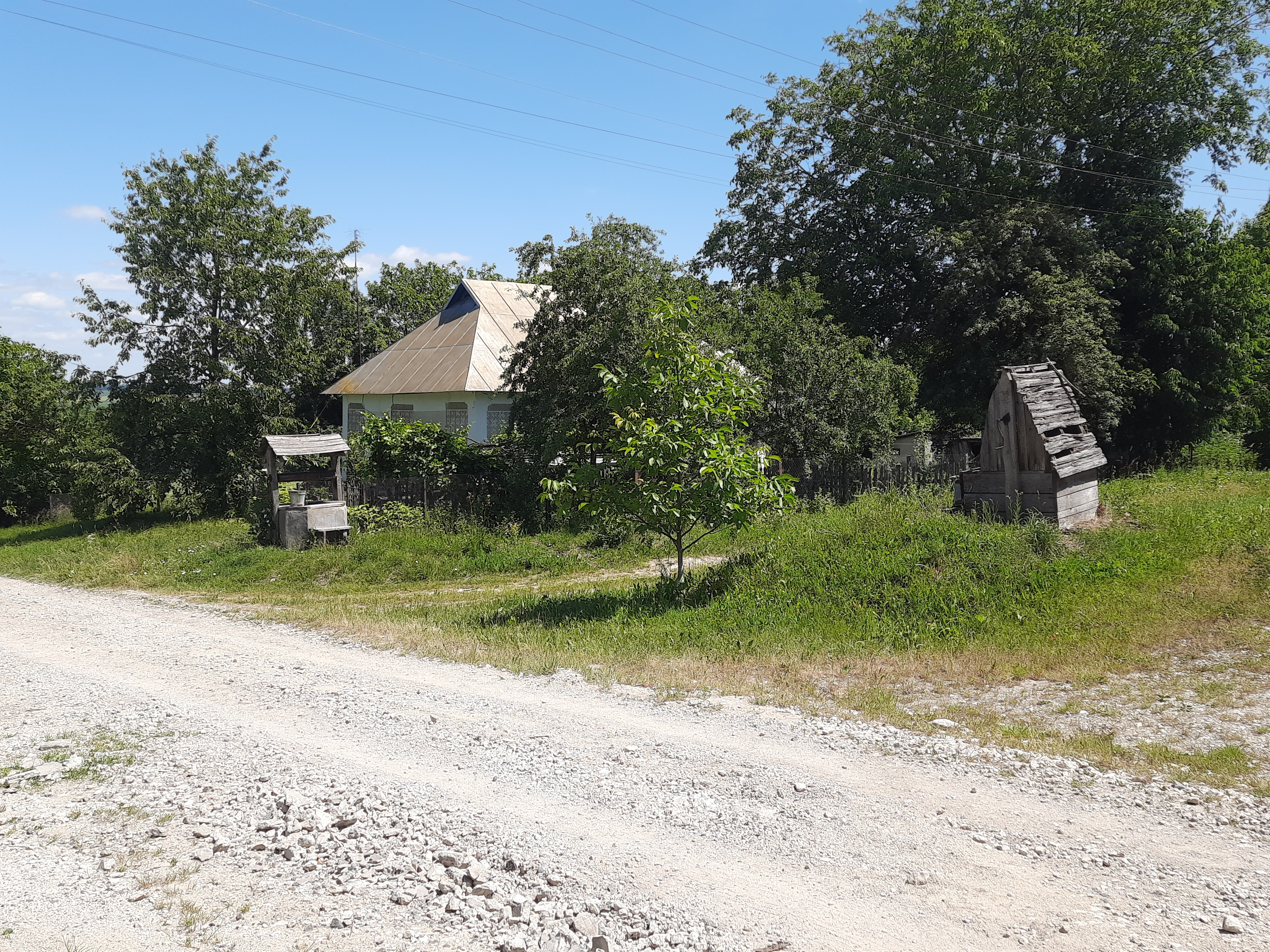
Сільський пейзаж
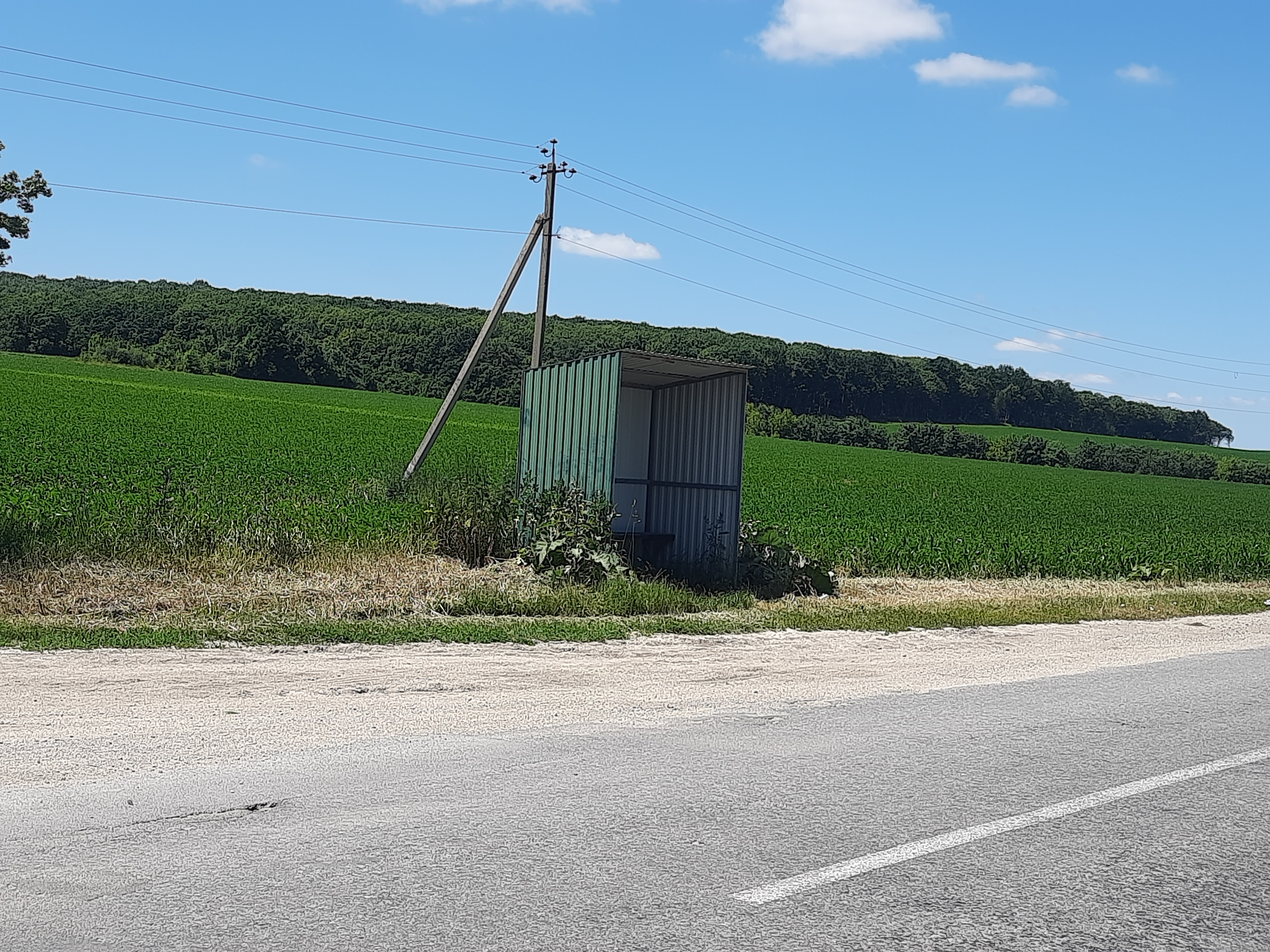
Автобусна зупинка